# Maciej Grabowski

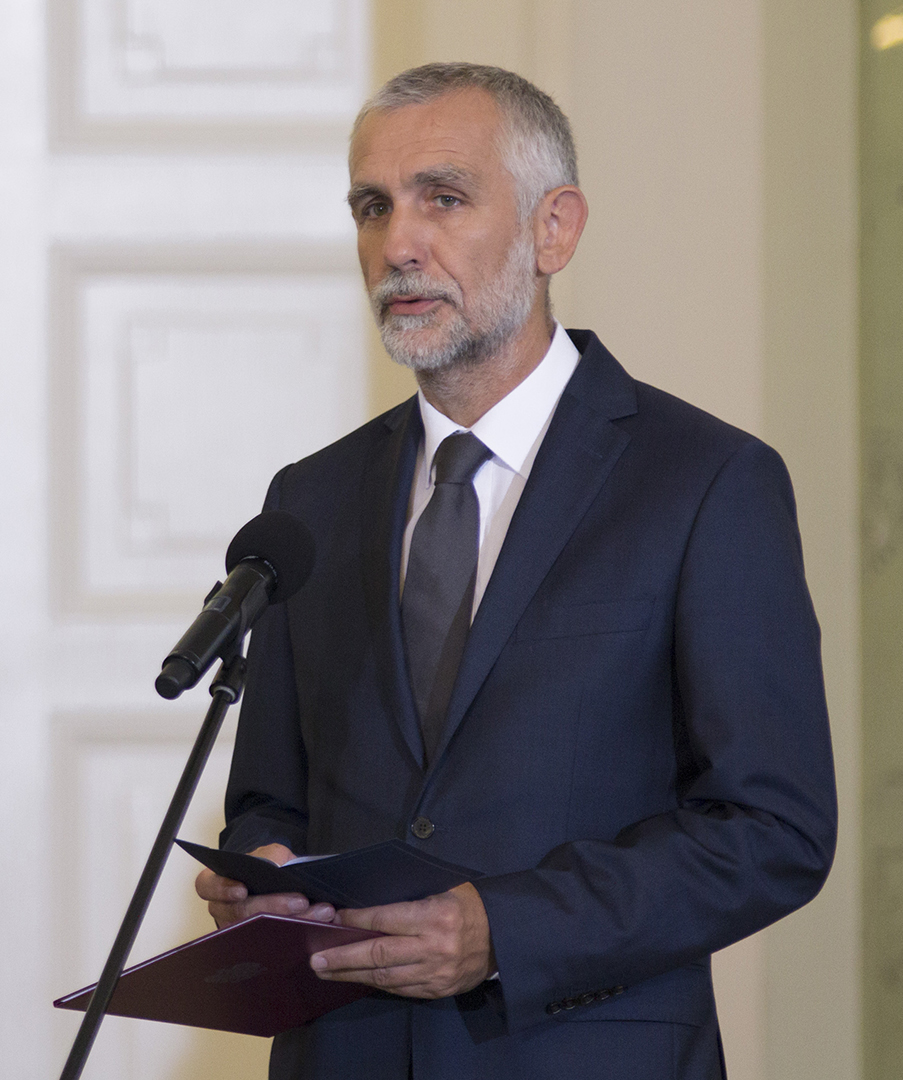
Maciej Grabowski, 2014

Maciej Hipolit Grabowski (* 13. August 1959 in Danzig) ist ein polnischer Ökonom und Politiker.

## Leben
Grabowski studierte Wirtschaftswissenschaften an der Universität Danzig, wo er später auch als Professor tätig war. Im Kabinett Tusk II war Grabowski als Nachfolger von Marcin Korolec vom 27. November 2013 bis 22. September 2014 Umweltminister. Im Kabinett Kopacz war er vom 22. September 2014 bis 16. November 2015 Umweltminister.